# Daniel Fünffrock
Daniel Fünffrock (* 17. April 1978, nach anderen Quellen 1979, in Saarbrücken) ist ein deutscher Schauspieler.

## Leben
Fünffrock wuchs in Saarbrücken mit fünf Geschwistern in Güdingen/Unner, direkt an der Grenze zu Frankreich auf und besuchte eine Waldorfschule. Von 2000 bis 2002 absolvierte er seine Schauspielausbildung an der Gmelin Schauspielschule in München. Während seiner Ausbildung spielte er Theater und trat unter anderem in Egmont (2001) und Kabale und Liebe (2002) auf.
Fünffrock spielte seit 2001 zahlreiche Rollen in Fernsehserien und war auch in einigen Fernsehfilmen zu sehen. Fünffrock übernahm hierbei durchgehende Serienrollen, wiederkehrende Episodenrollen und auch Gastrollen. Er war zunächst in kleineren Rollen in den Serien wie Wahre Freunde, Siska und Schulmädchen zu sehen. Später folgten Episodenhauptrollen in den Serien Die Camper, Alphateam – Die Lebensretter im OP und Medicopter 117 – Jedes Leben zählt.
Von 2005 bis 2006 gehörte er als Nico zum Hauptcast der ZDF-Serie Eine Liebe am Gardasee. Ebenfalls für das ZDF spielte er 2005 in dem Fernsehfilm Der Himmel über Cornwall, einem Film aus der Reihe Rosamunde Pilcher, als Harry Blixton den sympathischen Sohn eines englischen Lords. 2010 war er als Sportstudent Jordi in einem weiteren Pilcher-Film, Liebe am Horizont, zu sehen.
Von September 2011 bis Ende Juni 2012 drehte er für die männliche Hauptrolle des echten Moritz van Norden in der siebten Staffel der Telenovela Sturm der Liebe. Ab Oktober 2011 war Fünffrock bereits im Vorspann der Serie zu sehen; seinen ersten Auftritt hatte er im November 2011 (Folge 1408). In Sturm der Liebe war er bis September 2012 zu sehen (Folge 1600). Im Oktober 2014 war Fünffrock in der ZDF-Serie Notruf Hafenkante als Leichtathlet und Stabhochspringer Josh Baier in einer Episodenhauptrolle zu sehen. Im März 2016 war Fünffrock in der ZDF-Krimiserie Der Alte in einer Episodennebenrolle zu sehen; er spielte den Botanik-Studenten Jonas und Lover der Kriminalkommissarin Annabell Lorenz (Stephanie Stumph).
Fünffrock lebt seit 2000 in München.

## Filmografie
- 2001: Wahre Freunde (Fernsehserie)
- 2001: Siska (Fernsehserie, 1 Folge)
- 2002: Schulmädchen (Fernsehserie, 1 Folge)
- 2003: Alphateam – Die Lebensretter im OP (Fernsehserie, 1 Folge)
- 2003: Marienhof (Fernsehserie, 5 Folgen)
- 2004: Die Camper (Fernsehserie, 1 Folge)
- 2004: Schachmatt (Kurzfilm)
- 2005: Rosamunde Pilcher – Der Himmel über Cornwall (Fernsehreihe)
- 2005–2006: Eine Liebe am Gardasee (Fernsehserie; Serienhauptrolle)
- 2006: Medicopter 117 – Jedes Leben zählt (Fernsehserie, 1 Folge)
- 2007–2010: SOKO München (Fernsehserie, 2 Folgen, verschiedene Rollen)
- 2010: München 7 (Fernsehserie, 1 Folge)
- 2010: Rosamunde Pilcher – Liebe am Horizont (Fernsehreihe)
- 2011–2012, 2018: Sturm der Liebe (Fernsehserie; Serienhauptrolle)
- 2012: Forsthaus Falkenau (Fernsehserie, 1 Folge)
- 2014: Notruf Hafenkante (Fernsehserie, 1 Folge)
- 2015: Weißblaue Geschichten (Fernsehserie, 1 Folge)
- 2016: Der Alte (Fernsehserie, 1 Folge)